# Shizumanu taiyō
Shizumanu Taiyō (japanisch 沈まぬ太陽; wörtlich „Die nie untergehende Sonne“) ist ein japanischer Film aus dem Jahr 2009 von Setsurō Wakamatsu. Er ist in englischer Sprache auch als The Unbroken bekannt.
Shizumanu Taiyō basiert auf einem Roman von Toyoko Yamazaki, in dessen Mittelpunkt Hajime Onchi steht, ein Angestellter von „NAL“, einer großen nationalen Fluggesellschaft. Der erste Teil des Romans konzentriert sich auf Onchis Tätigkeit als Vorsitzender der Gewerkschaft der Angestellten in den 1960er Jahren. Sein Kampf für bessere Arbeitsbedingungen für die Belegschaft wird ihm mit einer Reihe von Auslandseinsätzen in Pakistan, Iran und schließlich Kenia belohnt, einem Ziel, das das Unternehmen nicht einmal anfliegt. Der zweite und dritte Teil des Romans spielen im Jahr 1985 und schildern den Absturz eines Jumbojets und seine Folgen innerhalb des Unternehmens.

## Besetzung
Zur Besetzung des Films gehören Ken Watanabe als Onchi sowie Kōji Ishizaka, Kyōko Suzuki, Yasuko Matsuyuki und Tomokazu Miura in Nebenrollen. Die Geigerin Diana Yukawa, deren Vater beim realen Absturz des JAL-Flugs 123 ums Leben kam, war an der Musik für den Film beteiligt.

## Hintergrund
Die in der Geschichte dargestellten Ereignisse basieren auf tatsächlichen Ereignissen, die bei Japan Airlines stattfanden. Die Figur Onchi basiert auf dem Gewerkschaftsführer und Autor von JAL, Hirotaro Ogura, und der entscheidende Absturz, der im Roman dargestellt wird, ist eng an den Absturz von Japan-Air-Lines-Flug 123 angelehnt (bis auf die gleiche Flugnummer und den gleichen Ort, das gleiche Datum und die gleiche Uhrzeit).
Mehrere in der Geschichte dargestellte Politiker und JAL-Führungskräfte basieren ebenfalls auf realen Gegenstücken. JAL erhob starke Einwände gegen sowohl den Roman als auch den Film und erklärte, sie seien diffamierend für die Fluggesellschaft und respektlos gegenüber den Opfern des tatsächlichen Flugs 123. Der Roman behauptet, ein Werk zu sein, das auf wahren Begebenheiten beruht, während der Film behauptet, ein reines Werk der Fiktion zu sein.

## Veröffentlichung
Die Premiere fand am 24. Oktober 2009 in Ginza statt. Yukawa spielte „Little Prayer“, den Song, den sie für den Film aufgenommen hatte.

## Auszeichnungen
34. Hochi Film Awards
- Auszeichnung in der Kategorie Bester Film
- Auszeichnung in der Kategorie Bester Hauptdarsteller für Ken Watanabe

33. Japan Academy Prize
- Auszeichnung in der Kategorie Bester Film
- Auszeichnung in der Kategorie Bester Hauptdarsteller für Ken Watanabe